# Ranitomeya amazonica
Ranitomeya amazonica  (лат.) — вид земноводных семейства древолазов, распространённых в Южной Америке.

## Описание
Длина тела составляет от 16 до 19 мм. Кожа гладкая, основная окраска чёрного цвета. На спине и по бокам тела, а также сверху и снизу морды имеются яркие оранжево-красные и красные пятна. Брюхо и ноги сине-зелёного или серого цвета с пятнами чёрного цвета.
Типовой экземпляр вида был найден в окрестностях города Икитос в регионе Лорето. Площадь ареала включает в себя охраняемую территорию национального парка Reserva Nacional Alpahuayo Mishana.

## Экология
Средой обитания этого древолаза являются влажные низменные леса на высоте около 200 метров над уровнем моря. Ведёт дневной образ жизни.
Кладка состоит из 4—6 чёрных яиц диаметром 1 мм. Яйца откладывает в части растений, наполненные дождевой водой. Часто это эпифитные растения рода Гусмания, которые произрастают на высоте 5 метров на светлых участках дождевого леса. Через 12—16 дней появляются головастики. Они всеядны и при недостатке корма могут поедать яйца и головастиков своего вида. Через 75 дней из них развивается взрослая особь. Через 6 месяцев самцы становятся половозрелыми. Через 8—10 месяцев самки делают первую кладку. Иногда несколько самок используют одну фитотелму (часть растения, наполненная дождевой водой). Продолжительность жизни 3—5 лет.
Как и большинство древолазов, у этого вида также имеются ядовитые кожные выделения, защищающие животных от грибковых и бактериальных инфекций. Образование ядовитых соединений зависит от рациона животных. Так, животные, содержащиеся в террариуме, не содержат ядовитых соединений.
Угрозой для вида является потеря естественной среды обитания, в связи с развитием сельского хозяйства, и, возможно, торговля.
МСОП не включает его в любой из категорий, но классифицируются как разновидность отсутствия данных. Это связано с неопределенностью в требованиях к систематика, происшествие или области. Численность популяции неизвестна.

## Распространение
Вид встречается в Бразилии, Колумбии, Французской Гвиане, Гайане и Перу.